# Gnaszyn Dolny
Gnaszyn Dolny – osiedle w Częstochowie należące do dzielnicy Gnaszyn-Kawodrza. Dawniej samodzielna miejscowość, w latach 1952–1954 oraz 1973–1976 siedziba gminy Gnaszyn Dolny.
Gnaszyn Dolny położony jest na lewym (północnym) brzegu Stradomki. Na przeciwnym brzegu rzeki znajduje się Gnaszyn Górny.

## Historia
Wieś Gnaszyn istniała już od średniowiecza, w 1382 roku została podarowana klasztorowi jasnogórskiemu. W drugiej połowie XIX wieku Gnaszyn wchodził w skład gminy Grabówka.
W 1933 roku w Gnaszyn Dolny i Gnaszyn Górny zostały wyodrębnione jako osobne gromady.
W roku 1952 Gnaszyn Dolny został siedzibą gminy. Gmina została zniesiona w 1954 roku, miejscowość została wówczas siedzibą gromady Gnaszyn Dolny. W roku 1974 reaktywowano gminę Gnaszyn Dolny. 1 stycznia 1977 roku miejscowość została włączona do Częstochowy.